# Spitalul Clinic de Psihiatrie (Chișinău)
Spitalul Clinic de Psihiatrie (colocvial Spitalul de la Costiujeni) este situat în apropierea Chișinăului, la periferia sudică a orașului Codru din municipiul Chișinău. Este unul din cele mai mari spitale de psihiatrie din Republica Moldova.

## Istoric
A fost fondat în anul 1895 pe lângă mănăstirea omonimă, dat fiind faptul că înainte de apariția spitalelor specializate, bolnavii mintali își găseau adăpostul doar în mănăstiri, datorită credinței răspândite că acești oameni erau „posedați”. Prin urmare, la mănăstiri au fost deschise unele spitale de psihiatrie, ca și în cazul spitalului de la Costiujeni. Înainte de construirea spitalului, îngrijirile psihiatrice erau oferite într-un departament specializat al Spitalului gubernial al zemstvei. 
Construcția a fost efectuată între anii 1895 și 1904. Primele clădiri ale spitalului au fost proiectate de arhitecții Alexandru Bernardazzi și Țalel Ginger. Inițial, spitalul avea 12 clădiri, o parte însă a fost grav avariată în urma unor cutremure, care așteaptă și în prezent reconstrucția, deoarece au o valoare arhitecturală. Spitalul, de asemenea, a avut o colonie agricolă cu o suprafață de 400 de hectare, în care pacienții înșiși lucrau, asigurându-și hrana.
Complexul de clădiri și parcul Spitalului Clinic de Psihiatrie împreună cu Biserica „Sfinții Trei Ierarhi” (fosta biserică „Sfântul Alexandr Nevski”) sunt un monument de arhitectură și istorie de importanță națională.

## Activitate
În cele 19 secții de staționare, sunt tratate boli și oferite servicii de: psihiatrie generală pentru adulți și copii (psihotuberculoză, nevroză, epilepsie, somato-psihiatrie), psihiatrie judiciară, reanimare și terapie intensivă și secția pentru tratament prin constrângere.
Personalul este format din 110 medici, inclusiv 6 doctori în medicină, circa 300 asistenți medicali și peste 400 angajați ai personalului tehnic și infermieri.